# 33215 Garyjones
33215 Garyjones este o planetă minoră (asteroid), cu un diametru de 3,836 km, din centura de asteroizi. A fost descoperită pe 24 martie 1998 la Experimental Test Site⁠(d) de Lincoln Near-Earth Asteroid Research. 
Obiectul prezintă o orbită caracterizată de o semiaxă mare de 2,5839845 UAi, o excentricitate de 0,18, o înclinație de 8,11546 ° în raport cu ecliptica.